# Arcantivelia
Arcantivelia is een geslacht van wantsen uit de familie beeklopers (Veliidae). Het geslacht werd voor het eerst wetenschappelijk beschreven door Solórzano Kraemer & Perrichot in 2014.

## Soorten
Het genus bevat de volgende soort:

- Arcantivelia petraudi Solórzano Kraemer & Perrichot in Solórzano Kraemer et al., 2014